# Сирены (род)
Си́рены (лат. Siren) — род хвостатых земноводных из семейства сиреновых.

## Распространение
Ареал рода охватывает юго-восток США, побережье от Южной Каролины до Флориды и западного Техаса, север штатов Иллинойс и Индиана, а также север штатов Тамаулипас и Веракрус в Мексике.

## Описание

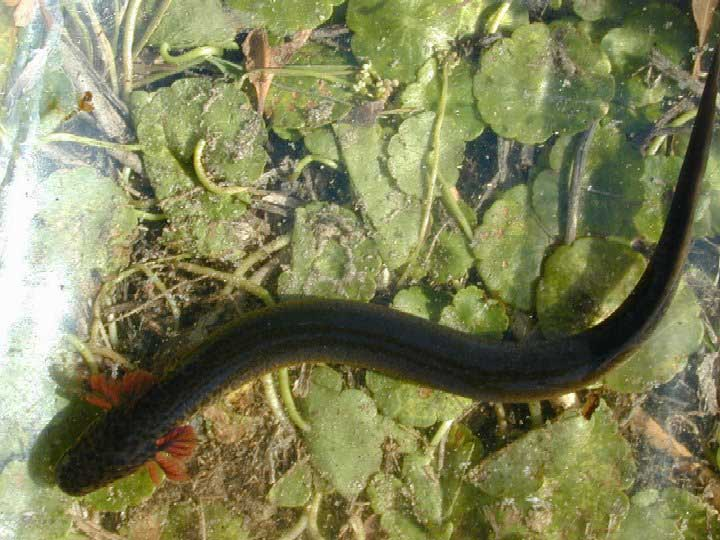
Большой сирен

Общая длина колеблется от 35 до 95 см. Голова несколько вытянутая, морда короткая. Туловище длинное, угреобразное с рудиментарными передними четырёхпалыми лапами. Представители рода имеют по 3 пары небольших жабр. Окрас чёрный, коричневатый, оливковый или сероватый, обычно со светлыми, желтоватыми пятнышками. Брюхо светлое.

## Образ жизни
Обитают в прудах, озёрах, старицах и других стоячих водоёмах. Ведут исключительно водный образ жизни. Дышат и жабрами и хорошо развитыми лёгкими, глотая пузырьки воздуха с поверхности воды. Питаются тритонами, амбистомами, головастиками и различными беспозвоночными.

## Классификация
На ноябрь 2018 года род включает 3 вида:
- Siren intermedia Barnes, 1826 — Карликовый сирен
- Siren lacertina Österdam, 1766 — Большой сирен
- Siren reticulata Graham et al., 2018